# 基什利普波
基什利普波，是匈牙利巴兰尼亚州所辖的一个村。总面积8.37平方公里，总人口271，人口密度32.4人/平方公里（2011年1月1日）。